# Neobisium hellenum
Neobisium hellenum är en spindeldjursart som först beskrevs av Simon 1885.  Neobisium hellenum ingår i släktet Neobisium och familjen helplåtklokrypare. Inga underarter finns listade i Catalogue of Life.